# Площадь Александра Невского
Площадь Алекса́ндра Не́вского — площадь Санкт-Петербурга, находящаяся в конце Невского проспекта у входа в Александро-Невскую лавру.

## Названия
Первоначальное название Александро-Невская площадь известно с 1784 года, дано по одноимённому монастырю.
С 6 октября 1923 года присвоено наименование Красная площадь, для выражения революционного духа времени. С 15 ноября 1952 года — площадь Александра Невского, в честь великого князя Александра Невского, покровителя Санкт-Петербурга.

## История

### Довоенное время

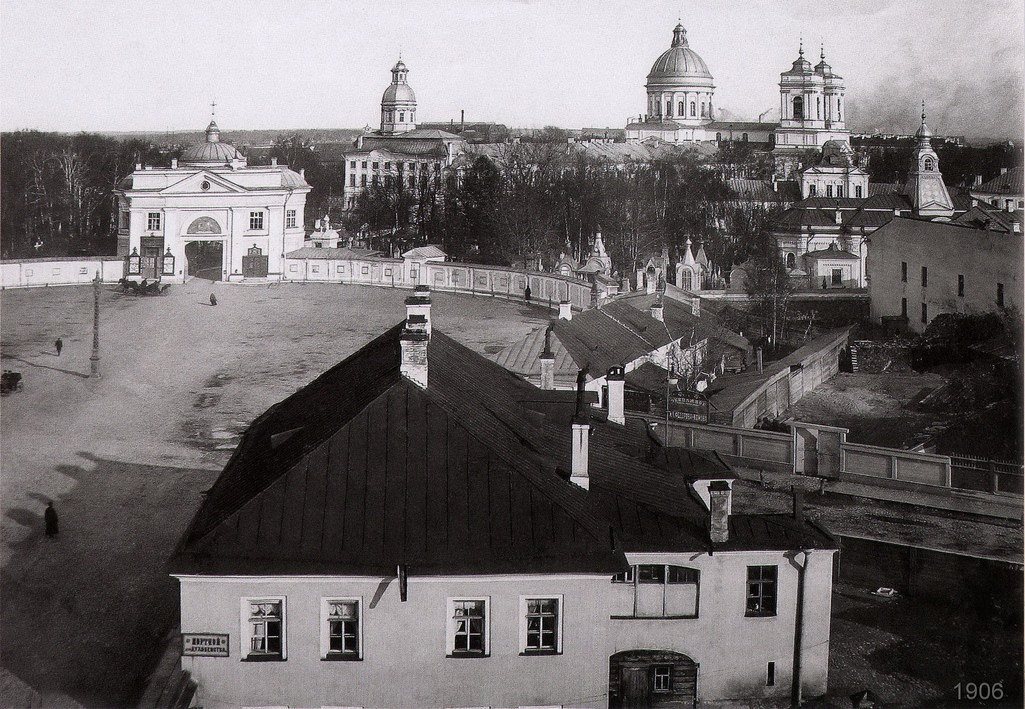
Площадь в 1906 году

Площадь была создана архитектором Иваном Старовым в 1788—1790 гг. как пространство перед Александро-Невской лаврой, им же была построена надвратная церковь, являющаяся входом в лавру. Однако до советской реконструкции площадь представляла собой довольно тёмное место: разноликая застройка, отсутствие мощения. У Невы стояли амбары для зерна, в которых водились крысы. Существует легенда, что примерно в 1920-х годах какой-то извозчик попытался проехать через эти амбары, а на следующий день там нашли два скелета — лошадиный и человека, съеденные крысами.
В 1923 году в связи с антирелигиозной пропагандой площадь переименовали в Красную «с целью выражения революционного духа времени». В 1936 году с Красной площади начал свою работу Ленинградский троллейбус, возивший пассажиров до площади Труда.

### Реконструкция
19 декабря 1952 года площадь переименовали в честь новгородского князя Александра Невского. В то же время началась реконструкция площади, целью которой было увязать Невский проспект с Малой Охтой мостом, запроектированным ещё до войны (на том берегу уже была подготовлена площадь Челюскинцев (название ныне не употребляется) и Первая Охтинская прорезка (ныне Заневский проспект). На площади снесли амбары, заграждавшие вид на Неву, построили набережную, соединив её проездом с проспектом Обуховской Обороны, тем самым обеспечив здесь транзитный проезд по берегу Невы. На левой стороне площади была возведена гостиница «Москва» (арх. Д. Гольдгор, Васильева и другие), ставшая важным элементом ансамбля площади и прилегающей к ней Синопской набережной. В здание гостиницы встроен вестибюль станции метро «Площадь Александра Невского-1».
В 1965 году площадь получила связь с Малой Охтой по мосту, также получившему имя новгородского полководца.

### Постсоветская история

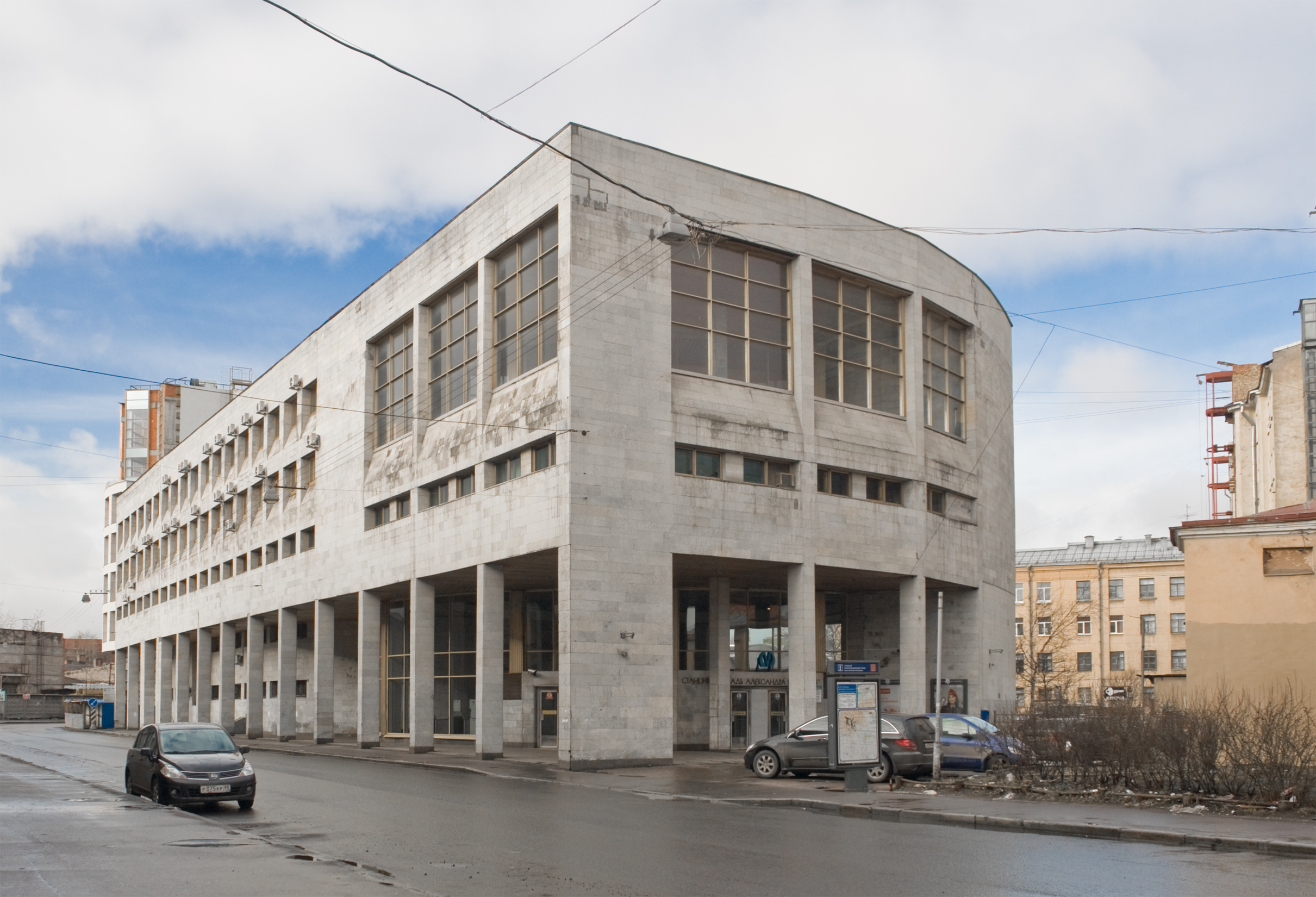
Вестибюль станции «Пл. Александра Невского-2»

В 1985 году на перекрёстке Чернорецкого переулка и Невского проспекта был открыт вестибюль станции метро «Площадь Александра Невского-2». Вестибюль утоплен в дворы и почти не виден со стороны Невского проспекта, однако заметен со стороны переулка.
Также у въезда на мост был построен «павильон-шайба».
К 300-летию Санкт-Петербурга в 2002 году на площади был открыт конный памятник Александру Невскому (скульптор Валентин Козенюк), а в 2005 году на его пьедестале установлены барельефы, изображающие Невскую битву и перенос мощей Александра Невского в Петербург. В последний вставлена частичка мощей святого Александра Невского.
С 2007 года идут работы по реконструкции здания гостиницы «Москва», которая к марту 2008 года практически полностью поменяла вид 1960-х гг. на современный.
В 2008 году во дворе «Москвы» был открыт одноимённый торговый комплекс, известный тем, что во время его строительства на здание бассейна во дворе гостиницы упала буровая установка. Со стороны площади вход в ТК расположен справа от входа в метро.
№ 1б, лит. А — трансформаторная подстанция ПАО «Ленэнерго», на стене которой художниками арт-группы HoodGraff было выполнено граффити с портретом актёра Сергея Бодрова. Невзирая на мнение горожан, 25 августа 2020 г. ГАТИ Петербурга предписало удалить изображение в трёхдневный срок.

## Достопримечательности

### Памятник Александру Невскому
Памятник Александру Невскому открыт в 2002 году по проекту скульпторов В.Г. Козенюка, А.А. Пальмина, архитекторов В.В. Попова, Г.С. Пейчева. Высота памятника - 8,85 м (высота фигуры - 5,11 м; постамента - 3,74 м). Скульптура и текстовая доска изготовлены из бронзы, постамент — из розового гранита. Всадник облачен в кольчугу и шлем, с плеч ниспадает плащ. Великий князь торжественно восседает на лошади, в его левой руке - копье, за левым плечом - щит.

### Александро-Невская лавра(набережная реки Монастырки, дом 1)
Свято-Троицкая Александро-Невская лавра— мужской православный монастырь. С 1797 года имеет статус лавры. В состав архитектурного комплекса входит несколько знаменитых некрополей, где покоятся многие выдающиеся деятели XVIII—XIX веков.

#### Лазаревское кладбище(набережная реки Монастырки, дом 13)
Лазаревское кладбище. Некрополь XVIII века  — музейный Некрополь XVIII века в составе Государственного музея городской скульптуры. Площадь — 0,7 га. Старейшее кладбище Петербурга, сохранившееся до наших дней. В 1783-1786 годах одновременно с возведением надвратной церкви во имя иконы Богоматери Всех Скорбящих Радости, строились каменные ограды, определившие окончательные границы кладбища. С 1932 года кладбище является музейным некрополем, захоронения не проводятся. 

#### Церковь иконы Божией Матери «Всех Скорбящих Радость» (набережная реки Монастырки, дом 1, площадь Александра Невского, дом 1)
Церковь иконы Божией Матери «Всех Скорбящих Радость» (надвратная) построена центре ограждения лавры над проездом в классическом стиле в 1783-1785 годах по проекту архитектора И.Е. Старова. Главный фасад храма украшен пилястрами римско-дорического ордера, здание увенчивает невысокий купол.

#### Тихвинское кладбище(набережная реки Монастырки, дом 1)
Тихвинское кладбище или Некрополь мастеров искусств. Кладбище организовано в 1823 году. В 1935—1937 годах осуществлена перепланировка кладбища, в связи с организацией «Некрополя мастеров искусств». С других кладбищ города были свезены около 60 надгробий и памятников, объявленных историческими и художественными ценностями. Последним по времени стали похороны летом 1989 года выдающегося театрального режиссера Г. А. Товстоногова.

#### Богадельня Александро-Невской лавры (Чернорецкий переулок, дом 2,Невский проспект, дом 179)
Богадельня Александро-Невской лавры или Государственный музей городской скульптуры. Реставрационные мастерские. Одноэтажное здание построено в 1788-1789 годах по проекту архитектора И.Е. Старова.

### Жилой дом (Невский проспект, дом 177, Чернорецкий переулок, дом 1)
Жилой дом Александро-Невской лавры в стиле классицизма построен в 1788-1790 годах по проекту архитектора И.Е. Старова. В 1850-х годах принадлежал монастырскому служителю  И.Ф. Яковлеву, затем использовался для временного жилья служащих лавры и духовных учебных заведений. Сейчас здесь открыт книжный магазин православной литература, а также кофейня и выставочный зал.

### Жилой дом (Невский проспект, дом 190)
Жилой дом Александро-Невской лавры в стиле классицизма построен в 1788-1790 годах по проекту архитектора И.Е. Старова. Сейчас в здании открыты магазин Художественно-производственного предприятия Русской Православной Церкви «Софрино» и  аптека «Софрино», принадлежащие Русской Православной Церкви.

### Гостиница «Москва»(площадь Александра Невского, дом 2, Невский проспект, дом 192)
Гостиница «Москва». Семиэтажное здание построена в 1974-1977 годах по проекту заслуженных архитекторов России Д.С. Гольдгора, В.Н. Щербина, архитектора Л.К. Варшавской, конструктора Е.В. Голубева. В советские времена услугами гостиницы пользовались почти исключительно иностранные туристы. В 2005—2007 годах проведена реконструкция здания по проекту архитекторов В. М. Фрайфельда и Д. Б. Седакова. В результате были изменены фасады, здание получило мансардный этаж, а внутри помимо гостиницы расположился торговый центр. В 2016 году отель получил  категорию 4 звезды после прохождения официальной классификации. Со стороны Невского проспекта в здание включен вестибюль станция метро «Площадь Александра Невского I».

### Мост Александра Невского
Мост Александра Невского. Семипролётный мост через Неву построен в 1960-1965 годах по проекту архитекторов А.В. Жука, С.Г. Майофиса, Ю.И. Синицы. Общая длина моста 907,7 м, Ширина моста — 35,8 м. Это самый длинный из разводных мостов, расположенных в пределах Санкт-Петербурга.

## Транспорт
На площади находятся станции метро:  Площадь Александра Невского-1,  Площадь Александра Невского-2.